# Audentius
Audentius (4. század) ókeresztény író.
Hispaniában, Toledóban volt püspök. Massiliai Gennadius tanúsága szerint az 5. század elején írta meg a priszcillianusok ellen állást foglaló művét De fide contra haeredicos (’Az eretnekek ellen’) címen.